# Великий Лог (Благовіщенський район)
Великий Лог (рос. Большой Лог, башк. Большой Лог) — присілок у складі Благовіщенського району Башкортостану, Росія. Входить до складу Октябрської сільської ради.
Населення — 10 осіб (2010; 22 в 2002).
Національний склад:
- марійці — 41 %
- росіяни — 41 %